# Лещук Вадим В'ячеславович
Вадим В'ячеславович Лещук (нар. 8 жовтня 1986, Одеса, УРСР) — український футболіст, захисник та півзахисник. Син відомого українського футболіста В'ячеслава Лещука.

## Життєпис
Вихованець СДЮСШОР «Чорноморець» (Одеса), кольори якого захищав у молодіжному чемпіонаті України (ДЮФЛУ). Перший тренер — А.А. Козлов. У 2003 році розпочав дорослу футбольну кар'єру в другій команді «Чорноморця». Дебютував у складі другої команди «моряків» 8 листопада 2011 року в програному (1:2) виїзному поєдинку 15-о туру групи Б Другої ліги проти комсомольського «Гірника-спорту». Вадим вийшов на поле на 79-й хвилині, замінивши Олексія Амбранікова. Після цього виступав за дублюючий склад одеситів. У складі «Чорноморця-2» зіграв 4 поєдинки. На початку 2007 року перейшов до фарм-клубу «Чорноморця», овідіопольського «Дністра». Дебютував в овідіопольській команді 10 квітня 2007 року в переможному (5:0) домашньому поєдинку 19-о туру групи А другої ліги проти «Інтера» з Боярки. Лещук вийшов на поле на 19-й хвилині, замінивши В'ячеслава Терещенка (автора 2-х забитих м'ячів), а на 27-й хвилині й сам відзначився голом (дебютним на професіональному рівні). У футболці «Дністра» в чемпіонаті України зіграв 89 матчів та відзначився 3-а голами, ще 6 матчів зіграв у кубку України. Під час зимової перерви в сезоні 2010/11 років виїхав до Молдови, де став гравцем рибницької «Іскри-Сталі». У липні 2012 року підсилив склад ФК «Суми». Дебютував у складі сум'ян 13 липння 2002 року в нічийному (0:0) домашньому поєдинку 1-о туру першої ліги проти київської «Оболоні». У футболці «Сум» у чемпіонаті України зіграв 43 матчі, ще 2 поєдинки відіграв у кубку України. На початку липня 2014 року залишив розташування сумського колективу. Після цього Вадимом цыкавився його колишный клуб, «Іскра-Сталь».

## Досягнення
- Кубок Молдови
  -  Володар (1): 2011

- Суперкубок Молдови
  -  Фіналіст (1): 2011